# Minería de asteroides

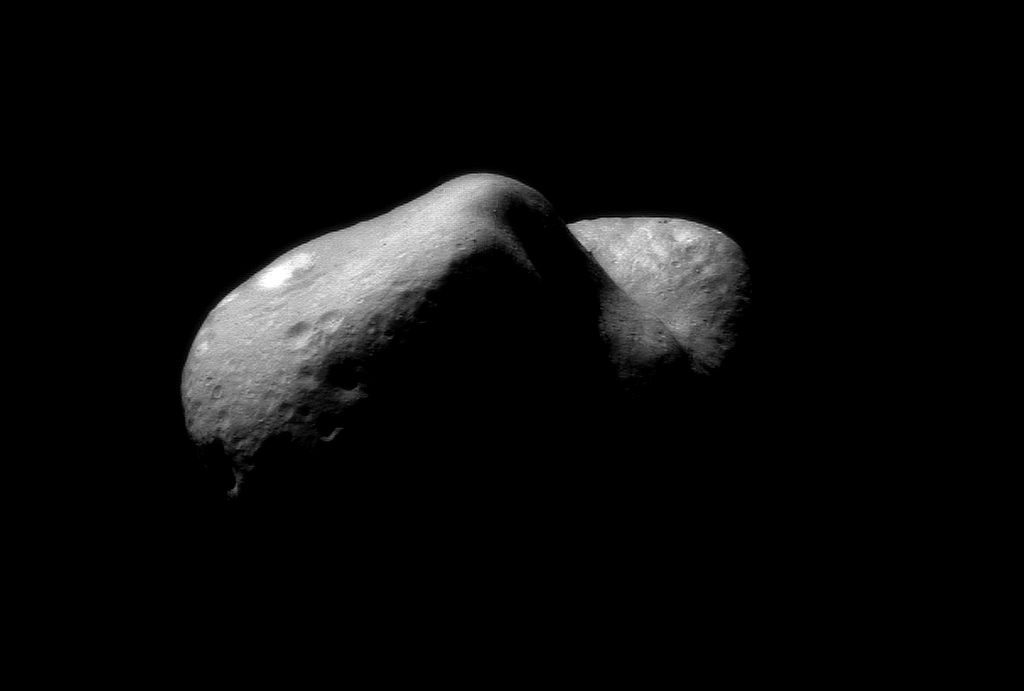
(433) Eros es un asteroide de tipo S en una órbita cercana a la Tierra.

La minería de asteroides se refiere a la posibilidad de explotar las materias primas de los asteroides y otros planetas menores, incluidos los objetos cercanos a la Tierra. Los minerales y los compuestos volátiles pueden ser extraídos de un asteroide o un cometa para proporcionar el espacio de construcción de materiales (por ejemplo, hierro, níquel, titanio), extraer el agua y el oxígeno para sostener la vida de los astronautas exploradores en el espacio, así como el hidrógeno y el oxígeno para su uso como combustible para cohetes. En la exploración del espacio, a estas actividades se les conoce como la utilización de recursos in-situ.

## Propósito

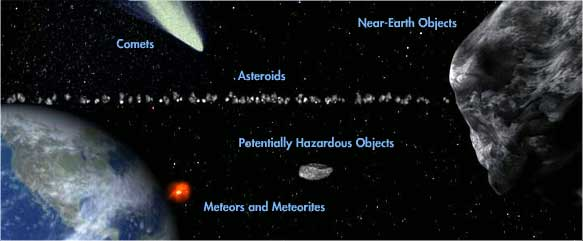
Gráfica de objetos cercanos a la Tierra.

Basándose en las reservas conocidas terrestres y el creciente consumo en los países en desarrollo, se especula que los elementos clave necesarios para la industria moderna, incluyendo antimonio, zinc, estaño, plata, plomo, indio, oro y cobre, podrían agotarse en la Tierra dentro de 50 a 60 años. En respuesta, se ha sugerido que el platino, cobalto y otros elementos valiosos de los asteroides puedan ser extraídos y enviados a la Tierra con fines de lucro, y el agua extraída de hielo podría ser usada para los propulsores de depósitos, de energía solar espacial, y los hábitats del espacio.
De hecho, el oro, cobalto, hierro, manganeso, molibdeno, níquel, osmio, paladio, platino, renio, rodio, rutenio, y el tungsteno extraídos de la corteza terrestre, y que son esenciales para el progreso económico y tecnológico, vinieron originalmente de la lluvia de asteroides que golpeó la Tierra después de que la corteza se enfrió. Esto es así porque, mientras que los asteroides y la Tierra estaban congelados de los mismos materiales de partida, la enorme gravedad de la tierra sacó todos esos elementos pesados siderofílicos (amantes del hierro) en el núcleo del planeta durante su juventud fundida hace más de cuatro mil millones de años. Esto dejó a la corteza agotada de estos valiosos elementos hasta que los impactos de asteroides reinfudieron a la corteza empobrecida con metales.
En 2006, el Observatorio Keck, anunció que los asteroides troyanos (617) Patroclo, y posiblemente grandes números de otros asteroides troyanos de Júpiter, son como cometas extintos y se componen en gran parte por hielo de agua. Del mismo modo, los cometas de la familia de Júpiter y, posiblemente, los asteroides cercanos a la Tierra que son los cometas extintos, también podrían proporcionar agua de manera económica. El proceso de la utilización in-situ de los recursos, utilizando materiales nativos del espacio para el propulsor, tanques de almacenamiento, protección radiológica, y otros de gran masa componentes de la infraestructura del espacio, podría conducir a reducciones radicales en su costo.
El hielo cumplirá una de dos condiciones necesarias para permitir "la expansión humana en el Sistema Solar" (el objetivo final para el vuelo espacial humano propuesto por la "Comisión Agustina" de 2009: Review of United States Human Space Flight Plans Committee, Comité de Revisión de los Planes de Vuelos Espaciales Humanos de los Estados Unidos): la sostenibilidad física y la sostenibilidad económica.
Desde el punto de vista astrobiológico, la exploración de los asteroides podría proporcionar datos científicos para la búsqueda de inteligencia extraterrestre (SETI). Algunos astrofísicos han sugerido que si civilizaciones inteligentes y más avanzadas llegaron a nuestro Sistema Solar, hay una cierta probabilidad de que estas civilizaciones se dirigieran hacia la minería de asteroides desde hace mucho tiempo. Si es así, las características de sus actividades mineras podrían ser detectables desde la Tierra.

## Selección de asteroides

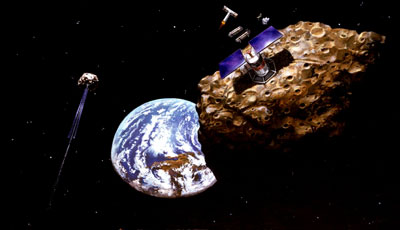
Concepción artística de la minería de asteroides.

Un importante elemento para considerar en la selección de objetivos es la economía orbital, en particular el cambio de velocidad (Δv) y el tiempo de viaje hacia y desde el objetivo. Más del material nativo extraído debe ser utilizado como propergol en trayectorias de mayor Δv, retornando así como menor carga. Las trayectorias de Hohmann directas son más rápidas que las trayectorias de Hohmann asistidas por sobrevuelos planetarios y/o lunares, los cuales son más rápidos que los de la Red de Transporte Interplanetario, pero la última tiene menor Δv que la primera.
Los asteroides cercanos a la Tierra son considerados como candidatos para las primeras actividades mineras. Sus bajas localizaciones de Δv los vuelven disponibles para su uso en la extracción de materiales de construcción para las instalaciones con base en el espacio cercanas a la Tierra, reduciendo en gran forma el costo económico de transportar suministros en la órbita de la Tierra.
| Misión                              | Δv       |
| ----------------------------------- | -------- |
| Superficie de la Tierra a OBT*      | 8,0 km/s |
| OBT a asteroide cercano a la Tierra | 5,5 km/s |
| OBT a superficie lunar              | 6,3 km/s |
| OBT a lunas de Marte.               | 8,0 km/s |
| *OBT es Órbita baja terrestre       |          |

La tabla a la derecha muestra una comparación de los requerimientos de Δv para varias misiones. En términos de requerimientos de energía de propulsión, una misión a un asteroide cercano a la Tierra se compara favorablemente a misiones de minería alternativas.
Un ejemplo de un potencial objetivo para una pronta misión de minería de asteroides es (4660) Nereus.[cita requerida] Este cuerpo tiene una muy baja Δv comparada con levantar materiales desde la superficie de la Luna. Sin embargo, requeriría un viaje mucho mayor para retornar el material.

## Consideraciones para la minería
Hay tres opciones para la minería:
1. Traer materias primas de los asteroides a la Tierra para su uso.
2. Procesarlos en el sitio para traer solo materiales procesados, y quizá producir propelentes para el viaje de regreso.
3. Transportar el asteroide a una órbita segura alrededor de la Luna, la Tierra o la Estación Espacial Internacional.[5] Esto puede hipotéticamente permitir que la mayoría de materiales sea usado y no desperdiciado.[7]

El procesado in situ para el propósito de extraer minerales de alto valor reducirá los requerimientos de energía para transportar los materiales, aunque las instalaciones de procesado deben ser transportadas primero al sitio de minería.
Las operaciones de minería requieren un equipo especial para manejar la extracción y el procesado de los minerales en el espacio exterior. La maquinaria necesitará ser anclada al cuerpo, pero una vez en su lugar, el mineral puede ser movido más fácilmente debido a la ausencia de gravedad. El acoplamiento con un asteroide puede ser realizado usando un proceso tipo arpón, donde un proyectil penetra la superficie para servir como un ancla, y entonces un cable conectado es usado para izar el vehículo a la superficie, si el asteroide es suficientemente rígido para que un arpón sea efectivo.
Debido a la distancia desde la Tierra hasta un asteroide seleccionado para minería, el tiempo de viaje redondo para las comunicaciones deberá ser de varios minutos o más, excepto durante las ocasionales aproximaciones a la Tierra por los asteroides cercanos a ella. Así, cualquier equipo de minería necesitará ya sea ser altamente automatizado, o será necesaria una presencia humana cercana. Los humanos también serían útiles para resolver problemas y para el mantenimiento del equipo. Por otra parte, los retrasos de varios minutos en las comunicaciones no han impedido el éxito de la exploración robótica de Marte, y los sistemas automatizados serían mucho menos costosos para construir y desplegar.

## Material de extracción

### Minería a cielo
El material es sucesivamente raspado de la superficie en un proceso comparable a la mina a cielo abierto. Hay una fuerte evidencia de que muchos asteroides consisten en pilas de escombros, haciendo esta aproximación posible.

### Minería de pozo
Una mina puede ser excavada en el asteroide, y el material extraído a través del pozo. Esto exige un conocimiento preciso para diseñar la precisión de astro-localización bajo el regolito superficial y un sistema de transporte para llevar el mineral deseado a la planta de procesamiento.

### Rastrillos magnéticos
Los asteroides con un alto contenido de metal pueden ser cubiertos en granos sueltos que pueden ser recogidos por medio de un imán.

### Calefacción
Para los materiales volátiles en cometas extinguidos, el calor puede ser utilizado para fundir y evaporar la matriz.

### Máquinas autorreplicantes
Un estudio de la NASA en 1980 titulado Automatización Avanzada para las misiones espaciales propuso una fábrica compleja automatizada en la Luna que podría funcionar durante varios años para construir una copia de sí misma. El crecimiento exponencial de las fábricas durante muchos años podría refinar grandes cantidades de regolito lunar. Desde 1980 hemos visto varias décadas de avances tecnológicos en la miniaturización, la nanotecnología, ciencia de materiales y fabricación aditiva (o la Impresión 3D).
El poder de la autorreplicación es convincente. Por ejemplo, una máquina autorreplicante de 1 kg que funcione con energía solar, a la que le tome un mes para hacer una copia de sí misma podría, después de solo dos años y medio (30 duplicaciones), refinar más de mil millones de kilogramos de material del asteroide sin ninguna intervención humana. Diez meses más tarde tendría un billón de kg de cualquier metal utilizado para fabricar los dispositivos, que podrían ser "cosechados" en cualquier momento. Ninguna gran masa de equipos necesita ser entregada al asteroide; en efecto, solo la información que se aplicó al diseño del equipo más el dispositivo de 1 kg en sí mismo.

## Economía
En la actualidad , la calidad del mineral y el consiguiente gasto y la masa del equipo necesario para extraerlo son desconocidos y solo pueden ser especulados. Los análisis económicos indican que el costo de devolver los materiales de asteroides a la Tierra es mucho mayor que su valor de mercado, y que la minería de asteroides no atraerá a la inversión privada con precios actuales de los productos y los costos de transporte espacial. Sin embargo, los mercados potenciales para los materiales pueden ser identificados y los generar beneficios, si el costo de extracción es llevado hacia abajo. Por ejemplo, la entrega de múltiples toneladas de agua a una órbita baja terrestre para la preparación de combustible de cohetes para el turismo espacial podría generar un beneficio significativo.
En 1997 se especuló que un asteroide metálico relativamente pequeño con un diámetro de 1,6 km contiene más de 20 billones de dólares el valor de la industria y los metales preciosos. Un relativamente pequeño Asteroide de tipo M con un diámetro medio de 1 kilómetro podría contener más de dos millones de toneladas métricas de mineral de hierro-níquel, o de dos a tres veces la producción anual de 2004. El asteroide 16 psiquis se cree que contiene 1,7×1019kg de níquel-hierro, que podrían suministrar el requisito de la producción mundial de varios millones de años. Una pequeña porción del material extraído también sería metales preciosos.
A pesar de que Planetary Resources dice que el platino de asteroides de 30 metros de largo vale de 25 a 50 mil millones de dólares, un economista señaló que ninguna fuente exterior de metales preciosos podría reducir los precios lo suficiente como para, posiblemente, condenar la empresa.

## Proyectos mineros propuestos
De acuerdo a la base de datos Asterank, los siguientes asteroides son considerados como los mejores objetivos a razón de costo-beneficio:
| Asteroide       | Valor estimado (USD) | Ganancia estimada (USD) | Δv (km/s) | Composición                                                   |
| --------------- | -------------------- | ----------------------- | --------- | ------------------------------------------------------------- |
| Ryugu           | US$95,000,000,000    | US$35,000,000,000       | 4,663     | Níquel, hierro, cobalto, agua, nitrógeno, hidrógeno, amoniaco |
| (10302) 1989 ML | US$14,000,000,000    | US$4,000,000,000        | 4,888     | Níquel, hierro, cobalto                                       |
| Nereus          | US$5,000,000,000     | US$1,000,000,000        | 4,986     | Níquel, hierro, cobalto                                       |
| Didymos         | US$84,000,000,000    | US$22,000,000,000       | 5,162     | Níquel, hierro, cobalto                                       |
| 2011 UW158      | US$8,000,000,000     | US$2,000,000,000        | 5,187     | Platino, níquel, hierro, cobalto                              |
| Anteros         | US$5,570,000,000,000 | US$1,250,000,000,000    | 5,439     | Silicato de magnesio, aluminio, silicato de hierro            |
| (2001) CC21     | US$147,000,000,000   | US$30,000,000,000       | 5,636     | Silicato de magnesio, aluminio, silicato de hierro            |
| 1992 TC         | US$84,000,000,000    | US$17,000,000,000       | 5,647     | Níquel, hierro, cobalto                                       |
| (2001) SG10     | US$4,000,000,000     | US$600,000,000          | 5,880     | Níquel, hierro, cobalto                                       |
| (2002) DO3      | US$300,000,000       | US$60,000,000           | 5,894     | Níquel, hierro, cobalto                                       |

El 24 de abril de 2012, un plan fue anunciado por empresarios multimillonarios para minar los recursos de los asteroides. La compañía se llama Planetary Resources y sus fundadores se encuentran el director de cine y explorador James Cameron, así como el jefe ejecutivo de Google, Larry Page y su presidente ejecutivo, Eric Schmidt. También planean crear un depósito de combustible en el espacio para el año 2020, mediante el uso de agua de los asteroides, que podría ser descompuesta en el espacio para obtener oxígeno e hidrógeno líquido como combustible para cohetes. A partir de ahí, podría ser enviado a la órbita de la Tierra para la recarga de combustible de los satélites comerciales o naves espaciales.
El plan ha sido recibido con escepticismo por algunos científicos que no lo ven como rentable, a pesar de que el platino y oro valen casi 35 £ (40 € o 45 US$) por gramo. Una próxima misión de la NASA, (OSIRIS-REx), para devolver solo 60 gramos de material de un asteroide a la Tierra tendrá un costo alrededor de mil millones de dólares. Planetary Resources admite que, con el fin de tener éxito, tendrá que desarrollar tecnologías que disminuyan el costo de los vuelos espaciales.

## En la ficción
La primera mención de la minería de asteroides en la ciencia ficción es al parecer la historia de Garrett P. Serviss La conquista de Marte de Edison, Nueva York Evening Journal, 1898.
La novela romántica "Los mineros de Gefion" de Andrés Gómez, menciona un proyecto de minería de asteroides, cuya sede energética se instala en Ceres, además de una red satelital para captar energía. Esta novela tiene la particularidad de mencionar la dificultad de encontrar asteroides en el cinturón, dada la enorme distancia entre uno y otro.

## Galería

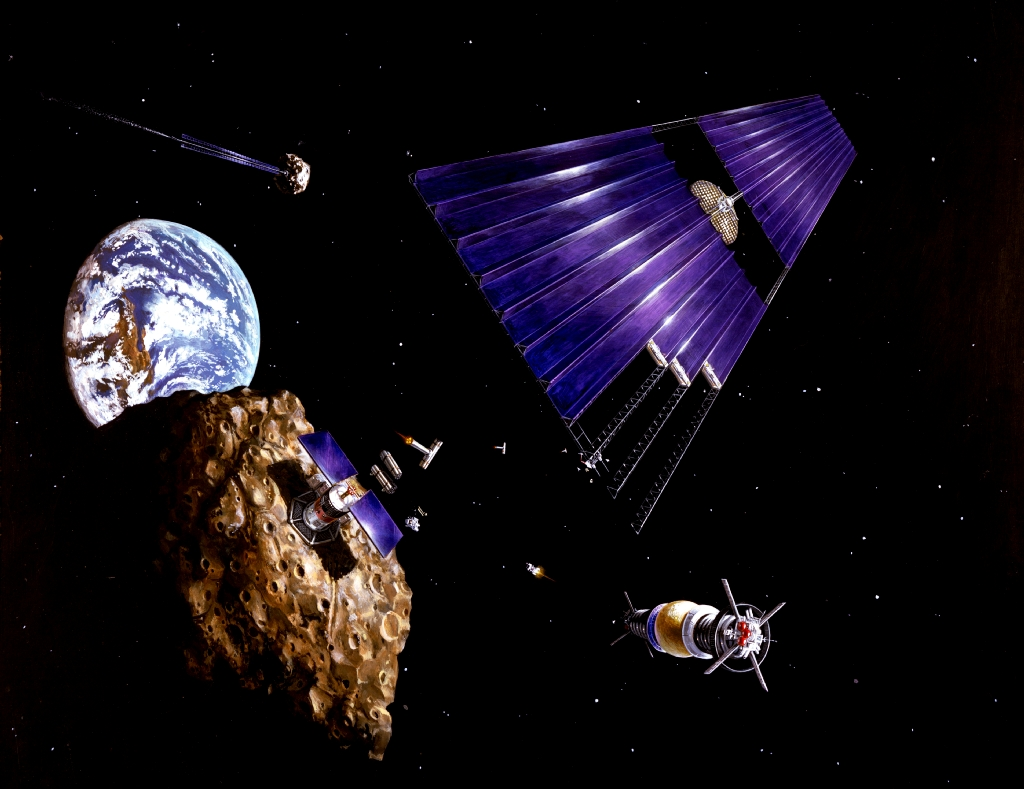
Concepción artística de la década de 1970 de la minería de asteroides.
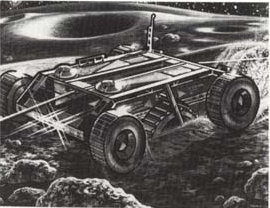
Concepto artístico de un vehículo de la minería de asteroides como se veía en 1984.
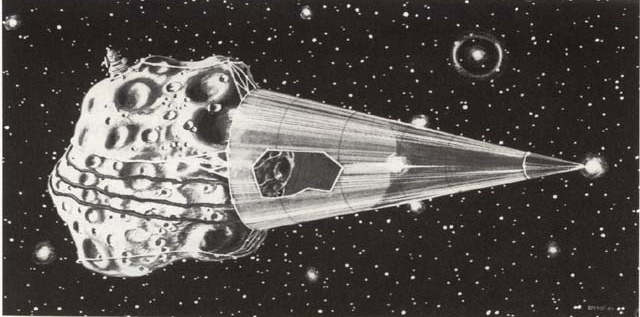
Concepto artístico de un asteroide movida por una correa de sujeción espacial.
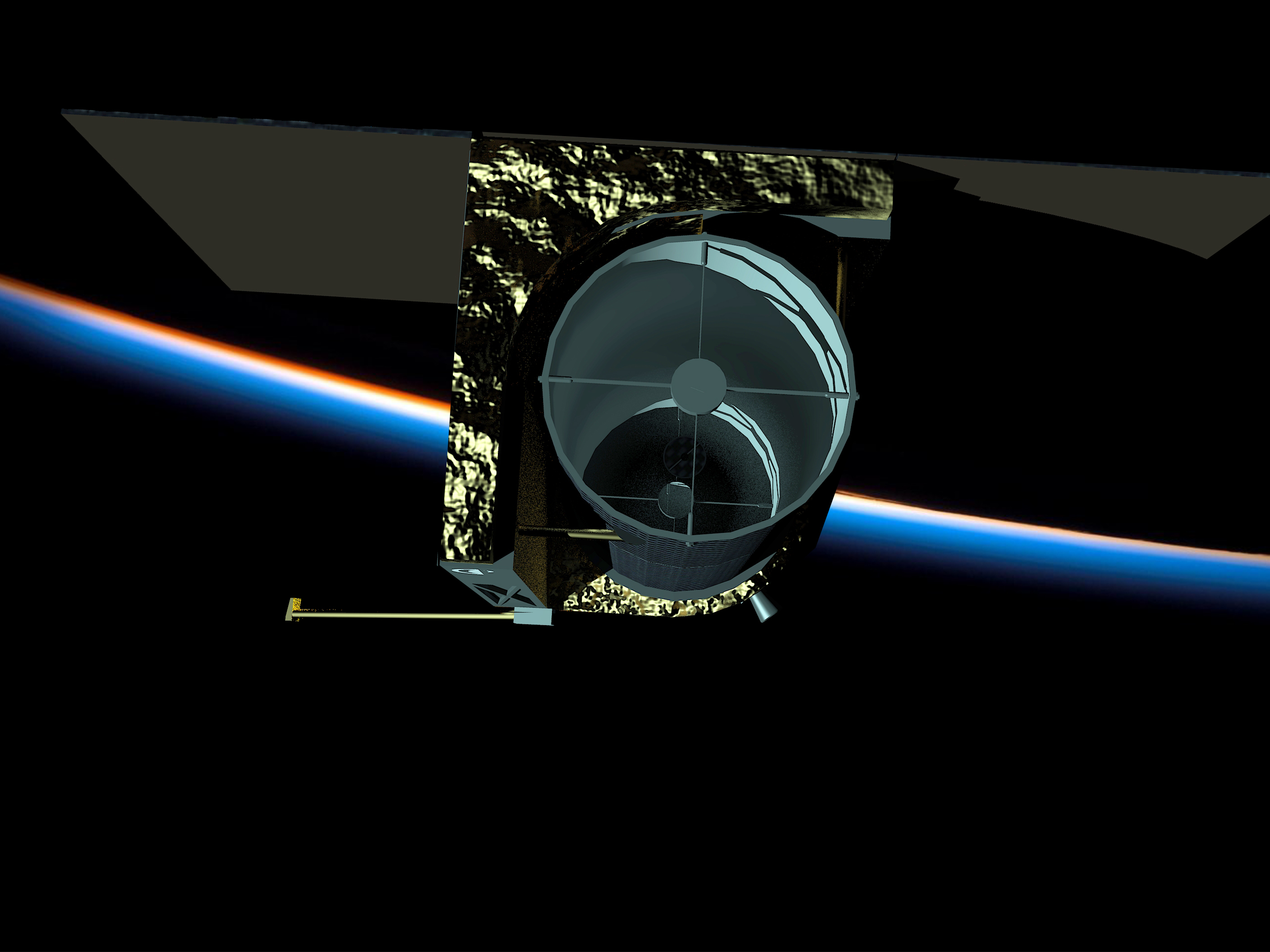
Un telescopio espacial del futuro diseñado por la empresa Planetary Resources para encontrar asteroides.

### Publicaciones
- Space Enterprise: Beyond NASA / David Gump (1990) ISBN 0-275-93314-8.
- Mining the Sky: Untold Riches from the Asteroids, Comets, and Planets / John S. Lewis (1998) ISBN 0-201-47959-1
- Ricky Lee: Law and Regulation of Commercial Mining of Minerals in Outer Space. Springer, Dordrecht 2012, ISBN 978-9400720381

### Texto
- Objetivo, los asteroides y su riqueza mineral: estalla la «fiebre del oro» espacial ABC.es, 24 de enero de 2016.
- (en inglés) La factibilidad técnica y económica de minar asteroides cercanos a la Tierra
- (en inglés) El futuro de la minería espacial
- (en inglés) El plan para traer un asteroide a la Tierra

### Vídeo
- Vídeo Minería espacial - Infografía animada sobre la minería espacial, su impacto en el planeta Tierra y los planes para los próximos años
- (en inglés) Vídeo Asteroid Mining - The Market Problem and Radical Solution
- (en inglés) Vídeo Beyond Earth - NEO Destinations de la Conferencia NewSpace de la Fundación de la Frontera del Espacio, 7 de agosto de 2011
- (en inglés) Vídeo Moon, Mars, Asteroids - Where to Go First for Resources? Conferencia sobre manufactura espacial del Space Studies Institute, octubre de 2010

- Datos: Q748764
- Multimedia: Asteroid mining / Q748764